# 바티칸 시국의 국가
교황 행진곡은 1869년 4월 11일 교황 비오 9세의 성직 서품 25년제를 축하하여 샤를 구노(1818-1893)가 작곡한 기악곡의 이름이다.
1950년 대희년을 시작하면서(1949년 12월 24일), 이 곡은 이전의 교황 찬가를 대신하였으며, 이후 교황 찬가(Inno Pontificale)로 알려지게 된다. 그리고 이 곡은 또한 이탈리아어로 교황 찬가 겸 행진곡(Inno e Marcia Pontificale, 인노 에 마르키아 폰티피칼레)으로 불리게 된다.
바티칸 시국의 웹사이트에서 “교황 축가 이야기”에 들어가보면, 작곡의 역사가 기술되어 있다.
위 사이트에서는 이 곡이 바티칸 시국의 국가가 아니라 교황을 찬양하는 음악이라고 설명하고 있다. 이러한 주장은 성좌 웹사이트의 Inno Pontificio e la sua storia에서도 찾아볼 수 있다.

## 가사
이 곡의 가사는 서로 다른 작사가들에 의해 여러 가지 언어로 작사되어 있다. 두 종류의 가사 본문은 성좌 웹사이트의 Inno Pontificio에서 찾아볼 수 있다.

### 안토니오 알레그라의 이탈리아어 가사
1949년, 성 베드로 대성전의 오르간 연주가 가운데 한 사람이었던 몬시뇰 안토니오 알레그라(1905-1969)는 이 곡에다가 아래와 같은 가사를 덧붙였다:
| 알레그라의 작사 (이탈리아어) Roma immortale di Martiri e di Santi, Roma immortale accogli i nostri canti: Gloria nei cieli a Dio nostro Signore, Pace ai Fedeli, di Cristo nell'amore. A Te veniamo, Angelico Pastore, In Te vediamo il mite Redentore, Erede Santo di vera e santa Fede; Conforto e vanto a chi combatte e crede, Non prevarranno la forza ed il terrore, Ma regneranno la Verità, l'Amore. | 한국어 번역 오 순교자들과 성인들의 영원한 로마여, 오 영원한 로마여, 우리의 찬양을 받으소서: 우리 주 하느님께는 하늘의 영광이, 그리스도를 사랑하는 사람에게는 평화가! 천사같은 목자가 그대와 우리에게 왔도다, 그대 안에서 우리는 온화한 구세주를 보네, 진정으로 거룩한 계승자와 거룩한 믿음; 위안과 믿음을 위해 싸우는 사람들의 피난처. 폭력과 공포는 침범하지 못하리라, 다만 진리와 사랑이 널리 퍼지리라. |

### 라파엘로 라바냐의 라틴어 가사
1991년, 사보나의 몬시뇰 라파엘로 라바냐(1918년생)는 4부 합창 성가대를 위해 알베리코 비탈리니가 편곡한 노래에 라틴어 가사를 덧붙였다:
| 라바냐의 가사 (라틴어) 합창 O felix Roma – o Roma nobilis: Sedes es Petri, qui Romae effudit sanguinem, Petri cui claves datae sunt regni caelorum. Pontifex, Tu successor es Petri; Pontifex, Tu magister es tuos confirmans fratres; Pontifex, Tu qui Servus servorum Dei, hominumque piscator, pastor es gregis, ligans caelum et terram. Pontifex, Tu Christi es Vicarius super terram, rupes inter fluctus, Tu es pharus in tenebris; Tu pacis es vindex, Tu es unitatis custos, vigil libertatis defensor; in Te potestas. VOX ACUTA, VOX ALTERA AB ACUTA Tu Pontifex, firma es petra, et super petram hanc aedificata est Ecclesia Dei. VOX MEDIA, VOX GRAVIS Pontifex, Tu Christi es Vicarius super terram, rupes inter fluctus, Tu es pharus in tenebris; Tu pacis es vindex, Tu es unitatis custos, vigil libertatis defensor; in Te potestas. CHORUS O felix Roma – O Roma nobilis. | 한국어 번역 오 복된 로마여 - 오 고귀한 로마여 그대는 로마에서 피 흘린 베드로좌이며, 하늘나라의 열쇠를 받은 베드로좌로다. 교황님, 당신은 베드로의 후계자이십니다; 교황님, 당신은 당신 형제들의 신심을 굳건히 하는 선생님이십니다; 교황님, 당신은 하느님의 종들의 종, 사람을 낚는 어부, 양떼의 양치기, 하늘과 땅을 잇는 분이십니다. 교황님, 당신은 그리스도의 지상 대리자요, 풍파 한가운데의 바위이십니다, 당신은 어둠 속의 등대이십니다; 당신은 평화의 옹호자이십니다, 당신은 일치의 수호자요, 방심하지 않는 자유의 수호자이십니다; 당신의 권위 안에 있나이다. 교황님, 당신은 흔들리지 않는 반석으로, 그 반석 위에 하느님의 교회가 세워졌나이다. 교황님, 당신은 그리스도의 지상 대리자요, 풍파 한가운데의 바위이십니다, 당신은 어둠 속의 등대이십니다; 당신은 평화의 옹호자이십니다, 당신은 일치의 수호자요, 방심하지 않는 자유의 수호자이십니다; 당신의 권위 안에 있나이다. 오 복된 로마여 - 오 고귀한 로마여. |  |